# Synagelides tukchensis
Synagelides tukchensis là một loài nhện trong họ Salticidae.
Loài này thuộc chi Synagelides. Synagelides tukchensis được Bohdanowicz miêu tả năm 1987.